# Statsrådets verk
Statsrådets verk, utgiven 1973 är den fjärde i en serie kriminalromaner av Bo Balderson (pseudonym). Ett svenskt statsråd, "Statsrådet" som har sexton barn, ägnar sig åt att lösa mordmysterier med hjälp av sin svåger, adjunkt Vilhelm Persson.

## Handling
För att öka den politiska kontrollen av Säpo har Säkerhetspolisen ombildats till ett statligt verk. Arvid Västermark, f.d. chefredaktör för en  socialdemokratisk tidning, har som belöning för lång och trogen tjänst inom Partiet utnämnts till verkets generaldirektör. Men hans ämbetstid blir inte lång; under ett besök hos Statsrådet i dennes sommarvilla hittas Västermark död under synnerligen misstänkta omständigheter. Och han blir inte den siste – det visar sig vara livsfarligt att utnämnas till chef för Säpo-verket!

## Rollgalleri
- Statsrådet
- Vilhelm Persson, Statsrådets svåger, adjunkt, berättare
- Margareta, Statsrådets maka, Vilhelms yngre syster
- Eva, student, äldsta dotter till Statsrådet och Margareta
- Niklas Svennberg, Statsrådets handsekreterare
- Andersson, byråchef
- Birger Burlin, advokat, make till Kerstin
- Kerstin Burlin, skådespelare, maka till Birger
- Birgitta Klintestam, docent, riksdagsledamot
- Pelle Lind, läkare, make till Lisa
- Lisa Lind, maka till Pelle
- Arvid Västermark, generaldirektör i Säpo-verket, fd chefredaktör
- Ulrich Zander, statssekreterare i industridepartementet